# Sinbad (série de televisão de 2012)
Sinbad é uma série de televisão a estrear em julho de 2012.

## Enredo
Na série, Sinbad (Eliott Knight), um jovem de 21 anos que cresceu nas ruas de Baçorá, Iraque, parte para o mar após ser amaldiçoado pela avó, em decorrência da morte de seu irmão, Jamil (Devon Anderson). A ação propriamente dita tem início após uma forte tempestade, que faz os tripulantes do navio Providence se unirem para sobreviver em um universo de misticismo fantástico. Um dos vários obstáculos a cruzar o caminho de Sinbad será o vilão Lord Akbari (Naveen Andrews).

## Elenco
- Sinbad - Elliot Knight
- Gunnar - Elliot Cowan
- Rina - Marama Corlett
- Nala - Estella Daniels
- Anwar - Dimitri Leonidas
- Lord Akbari - Naveen Andrews
- Cook - Junix Inocian
- Safia - Dame Janet Suzman
- Taryn - Orla Brady
- Tiger - Tuppence Middleton
- Emir - Igal Naor
- Razia - Sophie Okonedo
- Aniceto - Timothy Spall
- Jamil - Devon Anderson

## Informações Adicionais
- Os atores Sophie Okonedo (Mrs. Jones, Stormbreaker), Timothy Spall e Evanna Lynch (Pedro Pettigrew e Luna Lovegood, franquia Harry Potter) estão escalados para participações especiais.
- A série "Sinbad" foi escrita por Jack Lothian (série “Ashes to Ashes”) e Neil Biswas (série “Skins”).
- A 1ª temporada conta com 12 capítulos e estreou em julho de 2012, no Reino Unido.